# Zygia confusa
Zygia confusa är en ärtväxtart som beskrevs av Maria de Lourdes Rico. Zygia confusa ingår i släktet Zygia och familjen ärtväxter. Inga underarter finns listade i Catalogue of Life.